# 京釜鉄道

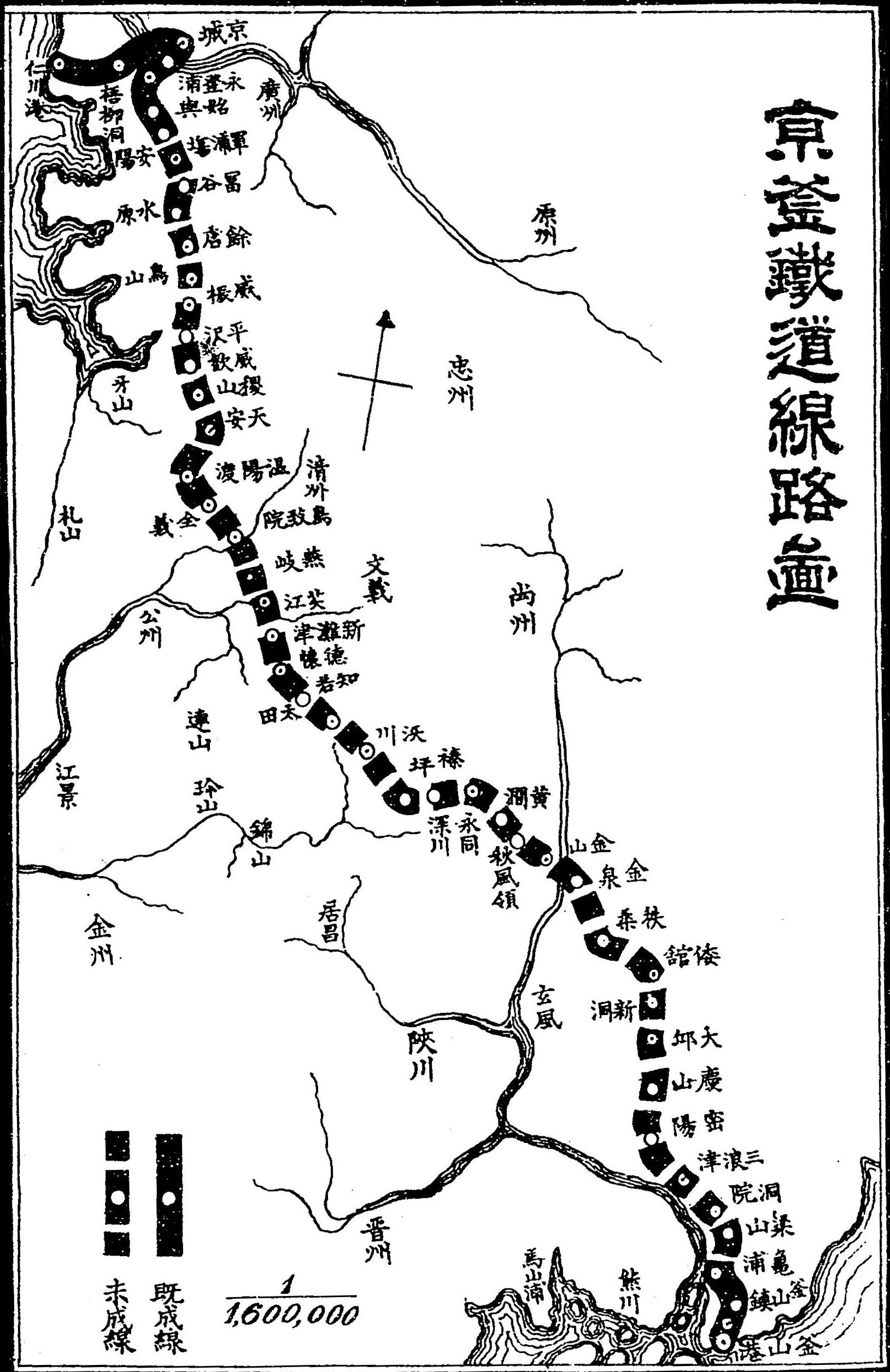
京釜鉄道株式会社 1903年の路線図

京釜鉄道株式会社（けいふてつどう）は、明治の日本統治時代の朝鮮における京城（現：ソウル）と釜山を結ぶ鉄道路線を運営していた鉄道会社。朝鮮政府がアメリカ人事業家モーリスに売却した鉄道敷設権を基盤に、日本の実業家渋沢栄一らが1901年に設立した。
多くの鉄道の鉄道国有化に合わせて統監府鉄道管理局の所管となり、統監府鉄道庁、韓国鉄道管理局、日韓併合を経て朝鮮総督府鉄道局の運営となった。現在は、大韓民国の韓国鉄道公社（KORAIL）京釜線として継承されている。

## 概要
第四條　本會社ハ韓󠄁󠄁國ニ於テ左ノ鐵道󠄁󠄁ヲ敷設シ交󠄁󠄁通󠄁󠄁運󠄁󠄁輸󠄁󠄁ノ業ヲ營ムヲ以テ目的󠄁󠄁トス

　一 京釜󠄀󠄀線 韓󠄁󠄁國京畿道󠄁󠄁京城ヲ起󠄁󠄁點トシ忠淸道󠄁󠄁ヲ經テ同國慶倘道󠄁󠄁金山ニ至ル

　一 京仁線 同京城ヲ起󠄁󠄁點トシ同道󠄁󠄁仁川ニ至ル(明󠄁󠄁治三十六年十月󠄁󠄁三十日改正認󠄁󠄁可)
—定款（明治33年） 
19世紀後半、朝鮮政府は財政上逼迫した状態で、多くの採掘権等の利権を外国人に売り払っていた。その中で京仁鉄道敷設権は、アメリカ合衆国のモーリスが敷設権を獲得して建設を開始したが、労働争議、支払い争議問題で頓挫し、モーリスは建設の半ばで渋沢栄一らの京仁鉄道合資会社に敷設権を売却した。京城から仁川間は、工事を引き継いだ京仁鉄道が1900年（明治33年）7月に全面開通させた。これが朝鮮半島最初の鉄道である。
1903年（明治36年）11月に同社と京仁鉄道が合併して京釜鉄道の京仁線となり、以降の運行数は増加した。
1901年（明治34年）6月に京釜鉄道株式会社が設立され、同年8月に京城と釜山間を着工し、1905年（明治38年）1月1日には京城から草梁間が工事が完了した。草梁から釜山間の完工は1908年（明治41年）で、これにより釜山から京城間が全通した。

## 沿革
- 1894年8月 - 朝鮮政府と日本が京仁鉄道特許敷設に関する暫定合同條款を締結。
- 1895年1月 - 朝鮮公使の井上馨が上記條款の細目について朝鮮に合議を求めるが決定に至らず。
- 1896年1月 - 朝鮮政府 経費不足300万円と鉄道建設費200万円の借入申入[2]

朝鮮政府 アメリカ人に鉄道敷設権、雲山金鉱を売却。
朝鮮政府 仏国に京義（ソウル・義州）鉄道敷設権を与える。
同年3月30日 - ・朝鮮政府が日本銀行に300万円の借款（年利6分。租税抵当3年据置後2年で償還。銀貨と紙幣半額ずつ）。　　
同年4月17日 - 下関条約（日清講和条約・馬関条約）。
- 1897年4月 - 日本の渋沢栄一らが京仁鉄道引受組合を組織。

同年5月 - 横浜において米国のモーリスと敷設権譲渡契約に調印、日本側が手付金を支払う。工事のため日本から技師などを派遣。
- 1898年6月 - 京釜鉄道株式会社創立発起人（大江卓、渋沢栄一他250名）募集

同年7月6日 - 京釜鉄道株式会社発起人総会。
同年9月8日 - 創立発起人 韓国と京釜鉄道敷設に関する京釜鉄道合同条約調印（京釜鉄道敷設権）（駐韓国公使加藤増雄）
- 1899年3月29日 - モーリスと日本政府間で敷設権譲渡契約が完了。

同年5月15日 - 京仁鉄道引受組合が京仁鉄道合資会社となる。
同年6月18日 - 機関車による京仁鉄道の試験走行。
同年9月13日 - 京仁鉄道・仁川－永登浦間の工事完了。
同年9月18日 - 京仁鉄道の上記同区間が開通。
- 1900年2月1日 - 発起人総会で渋沢栄一委員長となる。

同年2月21日 - 衆議院 京釜鉄道成立促進の「帝国臣民ノ外国ニ於ケル鉄道敷設ニ関スル法律案」を可決。
同年7月 - 京仁鉄道が全面開通。
同年7月30日 - 大韓帝国と京釜鉄道釜山停車場設置のための釜山北浜海面埋築会社の埋築地の譲渡契約を締結
同年10月13日 - 発起人総会で仮定款、引受株数を議決。
- 1901年4月10日 - 会社設立認可を逓信大臣原敬に申請。

同年5月13日 - 京釜鉄道会社同免許交付。
同年6月25日 - 京釜鉄道会社創立総会。
同年8月20日 - 技師長笠井愛次郎により軌間4呎8吋5分（1435mm）軌条七十五磅（34Kg）とした。永登浦で北部起工式、同月21日に釜山草梁で南部起工式。工事着工へ。
- 1902年12月30日 - 京仁鉄道合資会社合併案、合併仮契約締結
- 1903年8月11日 - 社債四百万円募集。

同年11月1日 - 京釜鉄道が京仁鉄道合資会社を事実上吸収して合併。京仁鉄道は京釜鉄道京仁線に改称。
同年12月28日 - 日本政府より175万円の補助金、1000万円の社債保障。会社組織の変更で渋沢栄一取締役会長辞任
- 1906年3月30日 - 京釜鉄道買収法公布[6]。

同年7月1日 - 統監府鉄道管理局へ引継ぎ。
同年11月29日 - 鉄道買収価格20,016,500円と決定通知を京釜鉄道会社に送付。
- 1908年3月5日 - 京釜鉄道買収価格を20,123,800円と変更。

同年7月30日 - 株主総会で清算勘定残余財産分配等を決定。